# Arbeitsbündnis (Psychoanalyse)
Als Arbeitsbündnis wird in Psychoanalyse und psychoanalytisch orientierten Therapien eine Vereinbarung zwischen Patient und Therapeut bezeichnet, mit der ein Rahmen für die gemeinsame Arbeit ausgehandelt wird, um ihren Erfolg zu sichern. Das Arbeitsbündnis wird dem Teil der therapeutischen Beziehung gegenübergestellt, der durch Übertragung und Gegenübertragung, Regression und neurotische Mechanismen geprägt ist. Vereinfachend wird es auch als der rationale oder erwachsene Teil der Beziehung bezeichnet, der auch in Krisenzeiten, die durch Irrationalität, heftige Emotionen und Reinszenierungen entstehen, den Fortgang der Behandlung sichern soll. Zum Arbeitsbündnis gehören Vereinbarungen über die Rahmenbedingungen der Behandlung wie Stundenfrequenz und -dauer, das Setting – wie beispielsweise die Frage einer Behandlung im Sitzen oder im Liegen –, Honorarvereinbarungen und Zuverlässigkeit, aber auch die Einhaltung der sogenannten Abstinenzregel und der vereinbarten behandlungstechnischen Methoden wie beispielsweise das freie Assoziieren auf Seite der Analysanden und der sog. „gleichschwebenden Aufmerksamkeit“ auf Seiten der Psychoanalytiker. In tiefenpsychologisch orientierten Therapien jenseits der Psychoanalyse können Vereinbarungen über andere Methoden wie das therapeutische Malen (Kunsttherapie), Musizieren (Musiktherapie) oder die Bereitschaft, sich in einer Gruppe zu äußern (Gruppenanalyse, Gruppenpsychotherapie) zum Arbeitsbündnis gehören.

## Begriffsgeschichte
Der Begriff wurde maßgeblich durch den amerikanischen Psychoanalytiker Ralph R. Greenson geprägt. Er löste frühere Begriffe wie rationale Übertragung (Fenichel), therapeutisches Bündnis (Zetzel) oder reife Übertragung (Stone) ab. Nach Greenson ist es die Motivation des Patienten, seine Krankheit überwinden zu wollen, die den zuverlässigen Kern des Arbeitsbündnisses bildet. „Das wirkliche Bündnis besteht im Grunde zwischen dem vernünftigen Ich des Patienten und dem analysierenden Ich des Analytikers.“ Dabei käme es zu einer „Teilidentifikation“ des Patienten mit dem Analytiker, während dieser versuche, den Patienten zu verstehen. Greenson betonte stets, dass die beiden Aspekte der therapeutischen Beziehung (Arbeitsbündnis und Übertragungsneurose) nie absolut zu trennen seien und beschreibt in seinen zahlreichen Fallbeispielen, Entwicklung, Störungen und Krisen im Zusammenwirken der beiden Beziehungsaspekte. Dabei sah er die Fähigkeit zur Bildung (reiferer) Objektbeziehungen als Voraussetzung für die Entwicklung des Arbeitsbündnisses an und ist der Auffassung, dass narzisstisch gestörte Patienten dazu nicht in der Lage seien.
Spätere Autoren, wie Heinrich Deserno und Gottfried Fischer, kritisieren einerseits die Vereinfachung der Unterscheidung und andererseits eine Polarisierung in quasi erwünschte oder weniger erwünschte Verhaltensweisen des Patienten. Auch könne die Aussage, das Arbeitsbündnis sei die Voraussetzung für die analytische Arbeit, zu einer nicht angemessenen Forderung an den Patienten werden. In dieser späteren Sichtweise werden die beschriebenen reiferen Beziehungsaspekte eher als Erfolg bereits geleisteter analytischer Arbeit gesehen. Auch das sich wandelnde Verständnis der Übertragung beeinflusste die Sicht auf das Arbeitsbündnis und führte zu einer Auffassung, bei der auch im Hinblick auf das Arbeitsbündnis stärker das gemeinsam Hergestellte und Dialogische in den Blick kommt. So konnte in einer Untersuchung gezeigt werden, welche kommunikativen Aktivitäten und interaktiven Prozesse eine kooperative Kommunikation in analytischen Erstgesprächen fördern.

## Bedeutung in verschiedenen Schulrichtungen und Arbeitsfeldern
Aus der Perspektive der Selbstpsychologie wird das Arbeitsbündnis auch als der Teil der Übertragung verstanden, mit dem der Patient den Analytiker als positives Selbstobjekt für sich zu nutzen weiß. Im Sinne der umwandelnden Verinnerlichung (Kohut) kann das so erlebte Verstehen des Analytikers Teil der Selbstsubstanz des Patienten werden.
Helmut Thomä und Horst Kächele betonen die Wichtigkeit der Förderung einer hilfreichen Beziehung, insbesondere zu Beginn einer Behandlung, bei der die Entwicklung des Arbeitsbündnisses und der Übertragung sich wechselseitig verstärken. Sie sind der Auffassung, gegen Ende der Behandlung wäre im Verhältnis von Übertragung und Arbeitsbündnis letzteres soweit angewachsen, dass „realistische Betrachtungsweisen überwiegen.“
In der Arbeit mit Kindern und Jugendlichen teilen sich die Aspekte des Arbeitsbündnisses auf, weil Teilaspekte wie pünktliches Bringen, Honorarfragen etc. durch die Eltern übernommen werden und die Eltern oder Erziehungsberechtigten es sind, mit denen die Therapievereinbarungen getroffen werden. Durch Probedeutungen ist es aber auch zu Beginn der Behandlung möglich zu erkunden, wie weit ein Kind oder ein Jugendlicher selbst in der Lage ist, ein tragfähiges Arbeitsbündnis einzugehen. In der Familien- und Paartherapie ist es wichtig, ein gutes Arbeitsbündnis mit allen Beteiligten aufzubauen.
Durch die Ausweitung psychoanalytischer oder psychoanalytisch orientierter Arbeit, z. B. auf die Behandlung von Patienten mit Borderline- oder narzisstischen Persönlichkeitsstörungen, finden sich veränderte Anforderungen an den Analytiker, das Arbeitsbündnis zu stützen und zu fördern, um vorzeitige Behandlungsabbrüche zu verhindern und eine ausreichend stabile therapeutische Beziehung zu erreichen und zu halten.
Auch die Gestalttherapie hat das Konzept des Arbeitsbündnisses übernommen und konzeptualisiert neben dem allgemeinen ein spezielles Arbeitsbündnis, das „– mehr oder weniger formalisiert – vor jeder zu erwartenden regressiven Einzelarbeit erneut geschlossen“ wird.